# Funzione segnica
La funzione segnica è un concetto linguistico elaborato dallo studioso danese Louis Trolle Hjelmslev e corrisponde alla relazione tra due dei piani che costituiscono la struttura stratificata del linguaggio umano: il piano dell'espressione e il piano del contenuto. I due piani costituiscono gli elementi funtivi della lingua e sostituiscono a livello terminologico i concetti di significante e significato elaborati da Saussure. A questi due elementi Hjelmslev aggiunge tre sotto concetti per ciascuno dei due piani: materia, forma e sostanza. La forma dell'espressione e la forma del contenuto permettono di sviluppare degli enunciati di senso, ovvero il segno. Nella teoria elaborata dal linguista danese hanno irrilevanza locutore e ascoltatore da cui deriva una prospettiva dichiaratamente anti-soggettivistica e anti-umanistica.

## La struttura del linguaggio
Hjelmslev propone uno studio scientifico dei fatti linguistici ritenendo che il punto di partenza dell'analisi linguistica siano le unità del testo. Questo deve essere considerato come una classe, da scomporre fino all'esaurimento delle sue parti, chiamate glossemi. I primi elementi da prendere in considerazione per l'analisi del testo linguistico sono i due piani che contribuiscono alla formazione del senso: il piano dell'espressione e il piano del contenuto. A connettere gli elementi dei due piani è la funzione segnica, vista in chiave matematica. Secondo Hjelmslev la significazione non si associa ai singoli elementi, ma ai rapporti che sussistono tra essi all'interno dei due piani definendo la lingua.

### Il piano del contenuto
Il piano del contenuto corrisponde al piano del significato nella teoria del linguista Saussure. Secondo Hjelmslev questo piano è arbitrario e si riferisce all'elemento che viene espresso: ciò di cui si parla. L'autore sceglie di non usare il termine significato perché lo ritiene ambiguo: di fatto, non siamo sicuri se un significato sia tale in senso mentalistico e behaviouristico. Questo piano è un elemento funtivo del linguaggio e non può essere pensato se non in relazione all'espressione. Dato un contenuto si possono individuare le sue tripartizioni: materia del contenuto, forma del contenuto e sostanza del contenuto.
La forma del contenuto rappresenta il modo in cui viene organizzato il pensiero, ovvero lo schema attribuito ad esso per coordinare e classificare l'esperienza. La materia del contenuto è il complesso della realtà esterna, oggetto di altre scienze. La sostanza del contenuto è costituita dal giudizio collettivo che le comunità applicano ai dati esperienziali.

### Il piano dell'espressione
Il piano dell'espressione è il secondo dei due elementi funtivi del linguaggio, anch'esso tripartito in forma, materia e sostanza. Quando Hjelmslev parla di materia dell'espressione intende l'insieme degli elementi che permettono la concretizzazione del linguaggio: a livello immaginario possiamo pensare ad uno spazio amorfo occupato dai fonemi di qualsiasi lingua, ancora inutilizzati e per questo distribuiti secondo un continuum privo di senso. 
La forma dell'espressione fa riferimento all'insieme di suoni pronunciabili per ogni lingua, è poi merito della mobilità di questa se le possibilità di formazione sono ampie e diverse per ogni idioma. Questo accade perché le zone fonetiche della materia sono ritagliate in modo diverso a seconda delle funzioni delle singole lingue e quindi organizzate come sostanza dell'espressione rispetto alla loro rispettiva forma dell'espressione. 

#### Forma, materia e sostanza
Hjelmslev articola ciascuno dei due elementi funtivi in forma, materia e sostanza. Questi tre elementi rappresentano ulteriori stratificazioni del contenuto e dell'espressione. Dalla proiezione della forma sulla materia ha origine la sostanza.
La forma è definita come la conoscenza di un oggetto e non sono ammessi oggetti amorfi. Secondo Hjelmslev se si comprende la vera natura di un oggetto è perché riconosciamo la forma di cui quell'oggetto è funzione. In chiave più estesa, la lingua nella sua totalità si può interpretare come forma.
La materia è una massa estremamente variabile, e può assumere un numero ampio di configurazioni. Nel passaggio dall'analisi linguistica a quella semiotica è necessario questo elemento per il piano dell'espressione e quello del contenuto. Sul piano dell'espressione la materia si articola in grafia e oralità, elementi che consentono l'effettiva concretizzazione del fenomeno linguistico. Nel piano del contenuto d'altra parte, è l'insieme degli elementi che corrispondono alla realtà esterna. Metaforicamente, Hjelmslev descrive la relazione tra questi elementi paragonandola alla conformazione che la sabbia (massa indefinita) assume (divenendo una sostanza) con l'atto dell'applicazione di uno stampo su di essa.